# Jónas Þór Næs
Jónas Þór Næs (* 27. Dezember 1986 in Tórshavn) ist ein färöischer ehemaliger Fußballspieler auf der Position eines rechten Verteidigers. Er war für die färöische Nationalmannschaft aktiv.

## Fußball

### Vereine
Næs begann seine Karriere in der Heimat bei HB Tórshavn. 2003 wechselte er zu B36 Tórshavn, dem er bis 2005 treu blieb, jedoch nur für die Jugendmannschaft zum Einsatz kam. Nach dieser Zeit wechselte er zu BK Frem København in die zweithöchste dänische Spielklasse.
In seiner ersten Saison in Dänemark wurde er mit Frem Dritter, womit der Aufstieg in die Superliga nur knapp verpasst wurde. Im Jahr darauf wurde Frem nur Zehnter. Nach der Hälfte der nächsten Saison wechselte er Anfang 2007 zum Ligakonkurrenten Fremad Amager, konnte dort gemeinsam mit seinen Landsmännern Andrew av Fløtum und Todi A. Jónsson den Abstieg aus der zweiten Liga jedoch nicht verhindern. Daraufhin ging Næs für ein halbes Jahr zu AB Argir und spielte damit erstmals in der ersten färöischen Liga. Sein Debüt gab er am 15. Spieltag bei der 0:1-Auswärtsniederlage gegen KÍ Klaksvík. Nach dem Abstieg in die zweite Liga wechselte er für ein halbes Jahr zurück in die zweite dänische Liga zu Køge BK, wo er unter Trainer Henrik Larsen und gemeinsam mit seinem Landsmann Jóhan Gunnarsson als 14. knapp den Klassenerhalt sichern konnte. Næs wechselte erneut das Land und spielte für den färöischen Verein NSÍ Runavík.
Im Januar und Februar 2009 absolvierte Næs ein Probetraining beim norwegischen Zweitligisten Notodden FK, die ihn jedoch aus finanziellen Gründen nicht verpflichten konnten.
Über Hvidovre IF, für die er ab April 2009 auflief, kehrte er im August 2009 zu BK Frem København zurück, wo er ab 2010 zusammen mit seinem Landsmann Bogi A. Løkin spielte. Am Saisonende stand jedoch als Vorletzter der Abstieg in die dritte Liga fest. Bis zum Jahresende spielte Næs für B36 Tórshavn, doch auch diese Station war nicht von langer Dauer. Für 2011 wurde er von Valur Reykjavík unter Vertrag genommen, der im Laufe der Saison von HB Tórshavn entlassene isländische Trainer Kristján Guðmundsson sowie Næs’ Landsmänner Pól Jóhannus Justinussen und Christian Mouritsen wurden ebenfalls von Valur verpflichtet. In diesem Jahr gewann er den Ligapokal durch ein 3:1 nach Verlängerung gegen ÍF Fylkir Reykjavík. Anfang 2012 wechselte er dann für ein halbes Jahr zu Fremad Amager, um danach wieder für Valur Reykjavík aufzulaufen. Ende 2013 unterschrieb er einen Vertrag bei EB/Streymur. 2015 wechselte Næs zum Ligakonkurrenten B36 Tórshavn. Im Spiel um den Supercup gegen Pokalsieger Víkingur Gøta hatte er mit seiner Mannschaft im Elfmeterschießen das Nachsehen, an der Seite von Jákup á Borg und Odmar Færø gewann Næs dafür seine erste Meisterschaft. Den Supercup im darauffolgenden Jahr holte erneut Víkingur Gøta.
Nach der Saison 2016 verließ er den Verein und schloss sich dem isländischen Erstligisten ÍBV Vestmannaeyja an. Dort gewann er durch einen 1:0-Finalsieg gegen FH Hafnarfjörður den isländischen Pokal. Die Liga wurde auf Platz neun beendet. Daraufhin wechselte Næs zurück auf die Färöer zu B36 Tórshavn. Im Spiel um den Supercup unterlag er mit seiner Mannschaft gegen Meister HB Tórshavn mit 0:1.

#### Europapokal
Seine ersten der insgesamt vier Europapokalpartien bestritt Næs in der 1. Qualifikationsrunde zur Champions League 2016/17. Nach einer 0:1-Auswärtsniederlage gegen FC Valletta wurde das Rückspiel mit 2:1 gewonnen, dennoch schied B36 aufgrund der Auswärtstorregel aus. In der 1. Qualifikationsrunde zur Europa League 2019/20 schied er nach einem 0:2 und 2:3 ebenfalls aus.

### Nationalmannschaft
International spielte Næs 57 Mal für die färöische Nationalmannschaft. Sein Debüt gab er gemeinsam mit Høgni Madsen am 4. Juni 2008 im Freundschaftsspiel gegen Estland in Tallinn, welches 3:4 endete, Næs spielte hierbei durch. Ein Tor gelang ihm bisher nicht. Seinen letzten Auftritt hatte er im Freundschaftsspiel gegen Liechtenstein am 25. März 2018 in Marbella.  Beim 3:0-Sieg wurde er in der Halbzeit ausgewechselt.

### Erfolge
- 1× Färöischer Meister: 2015
- 1× Isländischer Pokalsieger: 2017
- 1× Isländischer Ligapokal-Sieger: 2011

## Persönliches
Næs’ Mutter ist Isländerin, daher erklärt sich auch sein zweiter Vorname Þór.